# فنیرامیدول
فنیرامیدول (انگلیسی: Fenyramidol) دارویی است که به عنوان شل کننده عضلانی عمل می کند.

## تداخلات دارویی
فنیرامیدول متابولیسم فنی توئین را مهار می کند و منجر به افزایش احتمالی سطح فنی‌توئین پلاسما می شود.